# Eutelia bryochlora
Eutelia bryochlora là một loài bướm đêm trong họ Noctuidae.